# Lathromeromyia baltazarae
Lathromeromyia baltazarae är en stekelart som beskrevs av Alberto Barrion och James A. Litsinger 1990. Lathromeromyia baltazarae ingår i släktet Lathromeromyia och familjen hårstrimsteklar.
Artens utbredningsområde är Filippinerna. Inga underarter finns listade i Catalogue of Life.